# Marshall County (Minnesota)
 For alternative betydninger, se Marshall County. (Se også artikler, som begynder med Marshall County)
Marshall County er et county i den amerikanske delstat Minnesota. Amtet ligger nordvestligt i delstaten og grænser op til Kittson County og Roseau County i nord, Pennington County og Polk County i syd og mod Beltrami County i øst. Amtet grænser desuden op til delstaten North Dakota i vest.
Marshall Countys totale areal er 4 695 km² hvoraf 105 km² er vand. I 2000 havde amtet 10.155 indbyggere. Amtets administration ligger i byen Warren.
Amtet har fået sit navn efter guvernør William Raine Marshall.
48°21′N 96°23′V / 48.35°N 96.38°V